# Beinta Broberg

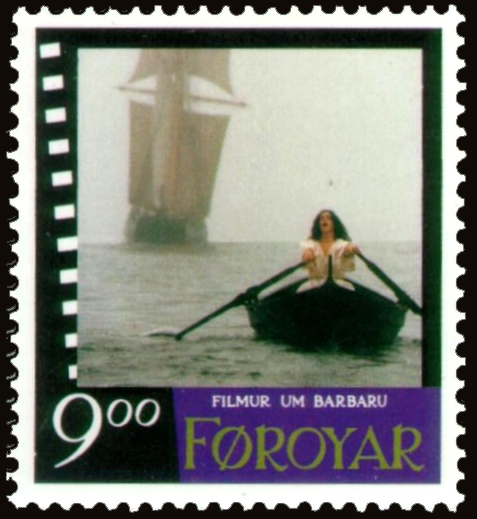
Anneke von der Lippe som Barbara i filmen från 1997.

Beinta Broberg, egentligen Bente Christine Broberg, född cirka 1667 i Tórshavn, död 15 februari 1752, är den historiska personen bakom Jørgen-Frantz Jacobsens figur i romanen Barbara och därmed en av de mest kända och beryktade kvinnorna från Färöarna. Figuren "Barbara" är också känd från den danska filmen Barbara med samma namn från 1997 med den norska Anneke von der Lippe som "Barbara".

## Biografi
Beinta föddes omkring år 1667 i Tórshavn på Färöarna som dotter till Peder Sørensen (?-1695) och Birgitte Marie Jensdatter Bøgvad (?-1715). Båda föräldrarna var från Danmark och tillhörde den danska ämbetsklassen på Färöarna.
Beinta gifte sig tre gånger:
1. Gift omkring 1695 med sockenprästen Jónas Jónasen (cirka 1660 - cirka 1700). Han var från Danmark och var präst på Nordöarna i Viðareiði.
2. Gift omkring 1702 med sockenprästen Niels Gregersen Aagaard (1672 till 18 april 1706). Då han kom från Danmark till Färöarna flyttade han med Beinta till Miðvágur på Vágar där han blev präst.
3. Gift omkring 1706 med sockenprästen Peder Ditlevsen Arhboe (23 november 1675 - 7 januari 1756, efterträdare som präst på Vágar, men år 1718 blev han fråntagen sitt ämbete på grund av stidigheter med lokalbefolkningen.

Hon fick en son, Frederik, och tre döttrar, varav den enda som man känner till namnet är Christine Mari.
I sägnen blir Beinta kallad för Illa Beinta (den onda Bente) eftersom hon blev betraktad som ansvarig för sina två första mäns död, och för att hon fick sin tredje man att bli sinnessjuk. Det sägs att hon behandlade sina underlydande dåligt och att det spreds rykten om att hon sysslade med trolldom – material inte bara för sägner, utan också för romaner och en av de mest betydelsefulla danska filmerna: Barbara. Samtidens källor belyser hennes liv uteslutande indirekt och ger inte några hållpunkten om hon aktivt medverkade i sina tre mäns verksamheter.

## I konsten
- 1927 utkom Hans Andrias Djurhuus novell Beinta som skildrar henne som en olycklig kvinna som bidrar till männens olyckor utan att vara direkt ansvarig för dessa.
- 1939 utkom Jørgen-Frantz Jacobsens berömda roman Barbara, som skildrar hennes möte och samliv med sin sista man. Här framställs hon som ett naturbarn som lever ut sina tankar utan skuld i den sorg som hon vållar sina medmänniskor.
- Den 28 september 1997 hade Nils Malmros film Barbara, efter Jacobsens roman, premiärvisning i Nordens Hus i Tórshavn. Fram till mitten av oktober hade 10 000 färingar sett filmen. Redan under den första tiden såldes 7 000 biljetter - hos en befolkning omkring 45 000 invånare totalt.

## Kuriosa
Den 30 juli 2005 nådde två norrmän Färöarna i en färöbåt som kallades Barbara efter romanfiguren. De hade rott hela vägen från Ulsteinvik i Møre og Romsdal fylke till Porkeri.